# Tryptophan
Tryptophan (IUPAC-IUBMB viết tắt: Trp hoặc W; IUPAC viết tắt: L-Trp hoặc D-Trp, bán dùng trong y tế như Tryptan) là một amino acid có công thức là C11H12N2O2, không có mùi và là một amino acid không thay thế được. Tryptophan chứa dị vòng indol. Trong hệ tiêu hoá tryptophan được tiêu hoá thành hai dị vòng là indol và xcatol.

## Phân lập
Sự phân lập của tryptophan lần đầu tiên được báo cáo bởi Frederick Hopkins vào năm 1901  thông qua quá trình thủy phân của casein. Từ 600 gram casein thô có được 4-8 gram tryptophan 

## Sinh tổng hợp và sản xuất công nghiệp
Thực vật và vi sinh vật thường tổng hợp tryptophan từ acid shikimic hoặc anthranilate. Sau đó ngưng tụ với phosphoribosylpyrophosphate (PRPP), tạo ra pyrophosphate như một sản phẩm phụ. Sau khi mở vòng của phân nưa ribose và sau khử decarboxylation, sẽ sản xuất ra indole-3-glycerinephosphate, rồi chuyển thành indol. Sau cùng, synthase tryptophan xúc tác sự hình thành của tryptophan từ indole và các amino acid serine.
Sản xuất công nghiệp của tryptophan cũng là sinh tổng hợp và được dựa trên quá trình lên men của serine và indole bằng cách sử dụng các vi khuẩn hoang dã hoặc biến đổi gen như B. amyloliquefaciens, B. subtilis, C. glutamicum hoặc E. coli. Các chủng mang đột biến hoặc ngăn chặn sự tái hấp thu các amino acid thơm. Việc chuyển đổi được xúc tác bởi các enzyme synthase tryptophan.